# Paul Flynn (football gaélique)
Pour les articles homonymes, voir Flynn.
Paul Flynn en Anglais, ou Pól Ó Floinn en Irlandais, (né le 8 juillet 1986 à Swords dans le Comté de Dublin, province du Leinster) est un joueur irlandais de football gaélique. Il évolue habituellement au poste de milieu offensif droit et dispute les compétitions inter-comtés sous les couleurs de Dublin. Il joue également pour le club de Fingallians.

## Carrière de joueur
Paul Flynn a fait ses débuts en compétition inter-comtés avec Dublin, le 5 janvier 2008 lors du 1er tour de la O'Byrne Cup face à Wicklow à Parnell Park. Il dispute son premier match de NFL cette même année face à Westmeath, participant à la victoire de son équipe en inscrivant son premier but.
Le 29 juin 2008, Flynn dispute son premier match de championship face à Westmeath en demi-finale de la province du Leinster.
Le 18 septembre 2011, il remporte le All-Ireland avec Dublin en battant Kerry 1-12/1-11 en finale à Croke Park, et obtient son premier All-star award pour son rôle prépondérant dans le premier succès de Dublin dans la compétition phare du football gaélique depuis 1995.
Paul Flynn s'est imposé, sous Pat Gilroy, comme un titulaire indiscutable de la ligne de milieu offensif des dubs.
Le 22 semptembre 2013, il obtient avec Dublin sa seconde Sam Maguire Cup, en battant Mayo en finale du All-Ireland 2013 (2-12/1-14).

## Palmarès
Collectif
- 5 Leinster Senior Football Championship (2008, 2009, 2011, 2012, 2013)
- 1 O'Byrne Cup (2008)
- 2 Sigerson Cup avec (DCU) (2006)
- 2 All-Ireland Senior Football Championship (2011, 2013)
- 1 Ligue nationale de football gaélique (2013)

Individuel
- 3 All Stars Award (2011, 2012, 2013)